# Huracán Esther
El huracán Esther fue el primer gran ciclón tropical  descubierto por imagen satelital. Esther era la quinta tormenta de la temporada de huracanes de 1961 y se desarrolló a partir de un área de perturbaciones meteorológicas cientos de millas al suroeste de las islas de Cabo Verde más meridionales , el 10 de septiembre. En su movimiento hacia el noroeste, la depresión se hizo más profunda convirtiéndose en la tormenta tropical el 11 de septiembre llegando a la intensidad de huracán al día siguiente. A primera hora del 13 de septiembre, Esther se desplazó hacia el oeste y se profundizó aún más. La tormenta fue un huracán de categoría 3 durante cuatro días y se movió gradualmente en dirección oeste-noroeste. A última hora del 17 de septiembre de Esther se convirtió en un huracán de categoría 4 y alcanzó su punto álgido con vientos sostenidos de 233 km / h el día 18 de septiembre. La tormenta giró hacia el noreste el 19 de septiembre, frente a la costa de Carolina del Norte. Esther comenzó a debilitarse, bajando a la categoría 3 mientras se aproximaba a Nueva Inglaterra  el 21 de septiembre. El huracán giró hacia el este en la madrugada del día siguiente y rápidamente se deshizo como tormenta tropical.
Ester giró en un gran bucle , hasta que tuerce hacia el norte el 25 de septiembre. Al día siguiente por la mañana golpeó Cabo Cod , horas antes de aparecer en el Golfo de Maine . El 26 de septiembre la tormenta tocó tierra en el sureste de Maine antes de convertirse en una depresión tropical y  después en un ciclón extratropical sobre el sureste de Quebec . Sus restos persistieron durante aproximadamente 12 horas, antes de disiparse el 27 de septiembre . Entre Carolina del Norte y Nueva Jersey  los efectos se limitan principalmente a los fuertes vientos , la erosión de las playas y las inundaciones costeras debido a la oleada de la tormenta. En Nueva York los fuertes vientos provocaron graves pérdidas de cultivos y más de 300.000 cortes de energía. Pleamares causaron inundaciones costeras y daños a embarcaciones de recreo.  Se informó en Massachusetts de daños similares . En algunas áreas se obsrevaron más de 8 pulgadas (203 mm) de precipitaciones, inundaciones en sótanos, caminos y pasos subterráneos. En general los daños materiales eran de menor cuantía, por un total de unos 6 millones de $ en 1961.  Un avión naval P5M de Estados Unidos se estrelló a unas 120 millas (190 km) al norte de las Bermudas  con un total de siete fallecidos.

## Historia meteorológica
El 10 de septiembre, el Satélite de Observación Infrarrojo observó una área de convección atmosférica , al suroeste de las islas Cabo Verde , sugiriendo la posibilidad de una ciclogénesis. En 18:00 UTC ( Tiempo universal coordinado) de aquel día se formó una depresión tropical y posteriormente se desplazó hacia el noreste. En aquellos momentos los cazadores de huracanes lograron alcanzar el sistema tormentoso el 12 de septiembre, la fuerza de los vientos quedó registrada y eso permitió a la oficina meteorológica de San Juan (Puerto Rico) emitir alertas del huracán. Se cree que el sistema alcanza el estado de tormenta tropical el 11 de septiembre. El Centro Nacional de Huracanes señaló más tarde que podría haber alcanzado la categoría de huracán antes de esa fecha y que pudo ser uno de los cuatro huracanes simultáneos de 1961, junto con Betsy, Carla y Debbie Algo semejante solo había ocurrido en 1893 y 1998. Esto hizo de Esther también el primer huracán en ser descubierto por satélite, aunque no fue el primero en ser fotografiado por uno.
Después de convertirse en huracán, Esther giró hacia el oeste-noroeste influido por el anticiclón de las Azores detrás del huracán Debbie más al norte Para el 13 de septiembre, la tormenta alcanzó la categoría 3, en la escala de huracanes de Saffir-Simpson, con vientos sostenidos de 185 km / h. En ese momento, el temporal  se extendió alrededor de 370 km del centro, con vientos de fuerza huracanada con una extensión de 217 km al norte. Después de mantener vientos de 201 km / h durante aproximadamente dos días, Esther se debilitó ligeramente el 16 de septiembre al pasar muy al norte de las Antillas Menores . Al día siguiente, el huracán pasó aproximadamente a 604 km al norte de Puerto Rico . A última hora del 17 de septiembre la presión barométrica se redujo a 927 mbar en el centro de Esther, y durante el vuelo los cazadores de huracanes estimaron vientos de 241 km / h. Esa tarde se redujo ligeramente a 233 km / h, lo que sería el pico de intensidad alcanzado el 18 de septiembre, por lo que es un huracán de categoría 4.
Cuando alcanzó la máxima intensidad, Esther comenzó a moverse más hacia Costa Este de los Estados Unidos , debido al debilitamiento del frente frío que salió de la costa el 15 de septiembre. El día 20, el huracán pasó alrededor de 193 km al este de Cabo Hatteras Continuó hasta la costa, pasando después a unos 241 km al este de la Península Delmarva . Otra depresión desde el oeste condujo a Ester al noreste y estaba previsto que causara la aceleración de la tormenta, con la posibilidad de llevarla a Cabo Cod . Mientras giraba, el huracán pasó a unos 177 km al sur del extremo oriental de Long Island , 56 km al sureste de Block Island y tan solo a 43 km al sur de la isla de Nantucket . Después de desviarse del canal de Cabo Cod, Esther desaceleró y se volvió hacia el este lejos de la tierra y a aguas mucho más frías. Se debilitó convirtiéndose en tormenta tropical el 22 de septiembre. En la oficina meteorológica dejaron de lanzar avisos ya que no tenía características de ciclón tropical
Como una tormenta tropical debilitada, Esther retrocedió hacia el sureste y efectuó gradualmente un gran bucle. El 24 de septiembre, volvió de nuevo hacia el oeste y posteriormente giró hacia el norte, influenciada por otra depresión que se aproximaba. Las aguas más cálidas hicieron que la tormenta volviera a intensificarse ligeramente. Como resultado, la Oficina Meteorológica de Boston volvió a dar avisos sobre la tormenta el 25 de septiembre, mientras que Esther estaba a 443 km al sur de Nantucket. La tormenta cruzó al este de Cape Cod debilitándose gradualmente, tocando tierra cerca de Rockland (Maine) el 26 de septiembre. Después de cruzar a Canadá, Ester se convirtió en extratropical el 27 de septiembre de madrugada mientras continuaba hacia el noreste. Se observó por última vez ese mismo día a las 06:00 GMT, al este de Quebec.

## Preparativos
Mientras que Esther se estaba convirtiendo en un poderoso huracán sobre el Atlántico, la oficina meteorológica de San Juan envió un pequeño barco de investigación hacia las Islas de Barlovento , Islas Vírgenes de los Estados Unidos , Puerto Rico, La Española , La Española y las Bermudas . Debido a la incertidumbre sobre la trayectoria de la tormenta, el Servicio Meteorológico aconsejó a los residentes a lo largo de la costa este de los Estados Unidos seguir de cerca las noticias sobre el temporal. Más tarde,la agencia emitió una alerta de huracán desde Myrtle Beach a Norfolk (Virginia) el 18 de septiembre
En Norfolk (Virginia) , de 10.000 a 15.000 personas fueron evacuadas a refugios de emergencia el 19 de septiembre, pero pudieron volver a sus casas al día siguiente ya que Esther pasó muy lejos. Los preparativos para hacer frente a Esther fueron descritos por el Servicio Meteorológico Nacional (Estados Unidos) como "el más completo jamás visto "  hasta el momento. Buques de guerra y portaaviones con base en Norfolk (Virginia)  se dirigieron hacia aguas abiertas para resistir la tormenta, mientras que más de 200 aviones militares volaron hacia el interior del país desde la costa.
El Servicio Meteorológico Nacional, en previsión de que Esther tocara tierra en las Carolinas, emitió un aviso de temporal y una alerta de huracán desde Myrtle Beach, Norfolk (Virginia) , Cherry Point (Carolina del Norte) el 18 de septiembre (no hubo avisos de tormenta tropical ese día). Otra alerta de huracán fue emitida desde Cherry Point, Carolina del Norte a los cabos de Virginia el 19 de septiembre, pero se suspendió  el 20 de septiembre por la mañana ya que el huracán pasó hacia el este. Una alerta de huracán también se emitió desde Cape May (Nueva Jersey) a la costa de Massachusetts el 19 de septiembre, y al igual que el aviso de temporal, se suspendió el 20 de septiembre.
Como Esther empezó en paralelo a la costa, un aviso de huracán fue emitido para las zonas costeras de Long Island a Provincetown el 20 de septiembre, y se extendió a Eastport (Maine) en la mañana del 21 de septiembre Todos las alertas de huracán se interrumpieron el 21 de septiembre en cuanto Eshter se alejó de la costa de Nueva Inglaterra y todos los avisos de huracán se rebajaron a advertencias de fuertes vientos. Ese mismo día un poco más tarde, Esther pasó cerca de Nantucket y se debilitó convirtiéndose en tormenta tropical. Todas las advertencias se interrumpieron. el 22 de septiembre cuando la tormenta se alejó de la costa . Después de que Esther hiciera su bucle en sentido contrario a las agujas del reloj sobre el Atlántico noroccidental, un aviso de temporal se emitió de nuevo desde Provincetown (Massachusetts) hasta Eastport( Maine) el 25 de septiembre y se suspendió al día siguiente después de que Esther tocara tierra en Maine por segunda vez. El personal de dos estaciones de vigilancia en alta mar llamados las torres de Texas fueron evacuados; una tercera torre se había derrumbado durante una tormenta en enero de 1961, lo que llevó a importantes medidas de seguridad. 

## Impacto y consecuencias
Al ser un poderoso huracán Esther produjo grandes olas y fuertes marejadas en gran parte del Atlántico occidental, incluyendo a lo largo de la costa norte de Puerto Rico, las Islas Vírgenes, y las Bahamas. 

### Carolina del Norte y Virginia
En Carolina del Norte , el borde exterior de Esther trajo vientos sostenidos de 56 km / h con rachas hasta 97 km / h. con una marejada de 1,8 m en Wilmington (Carolina del Norte) . La oleaje de la tormenta causó inundaciones menores y la erosión de las playas en Outer Banks ,  con desperfectos muy extensos en las carreteras. Los daños a los bienes fueron mínimos y los efectos de la tormenta en la zona de Wilmington se compararon con los de "una buen viento del noreste "por la oficina meteorológica local. En el sureste de Virginia se experimentaron mareas de 0,6 a 1,2 m por encima de lo normal que inundaron algunas carreteras costeras en la zona del canal de Hampton Roads .  Hubo erosión de menor importancia en las playas de la zona de Norfolk (Virginia)  debido al mar revuelto.

### Atlántico

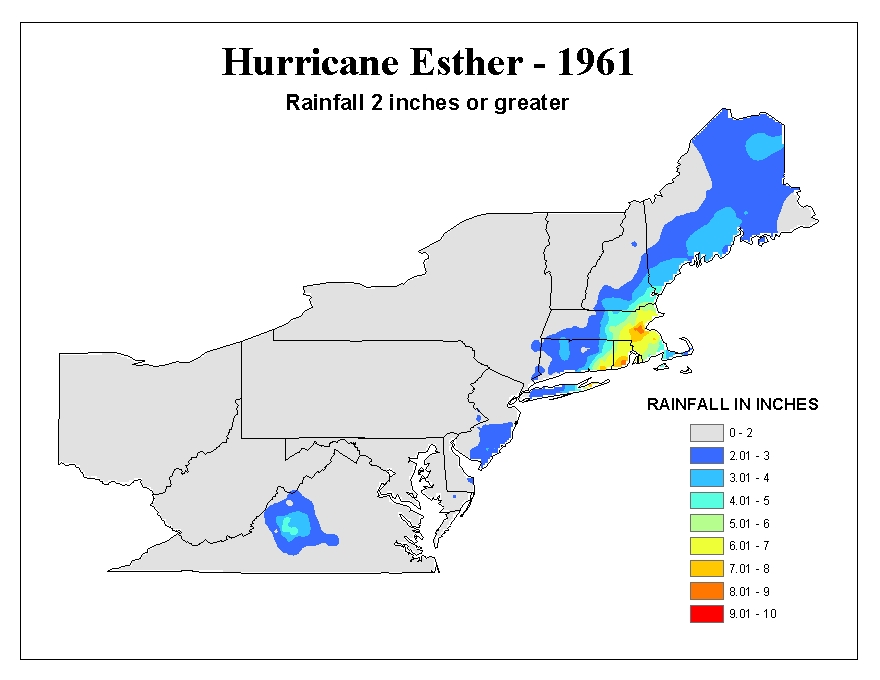
Precipitaciones totales (en pulgadas) del huracán Esther.

Esther produce las mayores precipitaciones y ráfagas de viento a lo largo de las costas de Maryland y Delaware . Estas zonas experimentaron marejadas entre 1,8 m a 2,1 m por encima de lo normal. Se observaron ráfagas de viento de 72 km / h en Ocean City (Maryland) y las inundaciones provocadas por el oleaje causaron daños en el malecón de la ciudad y el paseo marítimo. Daños leves y moderados fueron reportados a lo largo de la costa de Nueva Jersey. Se observó una racha de viento de 111 km / h en Atlantic City (Nueva Jersey) . El viento derribó árboles , líneas eléctricas y dañó los cultivos de manzanas. La marejada ciclónica tuvo como resultado erosión menor en las playas y destrucción de algunos barcos. Los daños ascendieron a menos de 1 millón de dólares.
En Nueva York, los vientos sostenidos de 64 km / h y ráfagas de 97 km / h derribaron numerosos árboles, causaron cortes de energía y dañaron cultivos en los condados de Putnam  y Rockland . Más al sur, en Long Island, las zonas más afectadas fueron Nassau y los condados al este de Suffolk . Rachas de viento de hasta 174 km / h derribaron árboles y líneas eléctricas, dejando a más de 300.000 hogares sin luz eléctrica. También se informó de daños menores en construcciones. Tendidos eléctricos caídos e inundaciones debido a una lluvia hasta 178 mm que causó retrasos en el transporte público, en Long Island. Las mareas hasta 10,7 m dañaron muchas embarcaciones de recreo. Inundaciones de importancia menor se reportaron en Queens y Brooklyn . Los daños posiblemente superaron los 3 millones de dólares y casi un tercio de esa cantidad en los cultivos y propiedades privadas.

### Nueva Inglaterra
En Connecticut, los vientos de 56 a 80 km / h y con rachas de 72 y 105 km / h causaron interrupciones del servicio eléctrico y de teléfonico, así como daños a la propiedad generalmente de menor importancia . También hubo pérdida de cosechas, especialmente de manzanas y maíz. Impacto similar se informó  más al este, en Rhode Island, aunque eran vientos más fuertes , con velocidades sostenidas de 119 km / h y una ráfaga de 134 km/h observada en Block Island . Las mareas fueron de 1,2 a 1,8 m por encima de lo normal, dañaron pequeños barcos y causaron una grave erosión en las playas , la destrucción de un aparcamiento y anegaron varias carreteras. En el centro-sur y el noreste de Maine, los totales de precipitación entre 51 y 102 mm inundaron sótanos, pasos inferiores y con desvíos en el tráfico causando retrasos.
Los fuertes vientos también fueron observados en Massachusetts oriental, con una racha máxima de 110 km/h en Chatham.
A pesar del temporal de viento con rachas huracanadas en el este de Massachusetts y el sur de Nueva Hampshire , los daños fueron mínimos y consistieron en árboles caídos y cortes de energía aislados. Los totales de precipitación oscilaron entre 25 mm en el sur de Maine a 152 mm en la zona de Boston. El huracán separó Smith Point  del resto de la isla de Nantucket, creando lo que llegó a ser conocido como la Isla de Esther que desde entonces ha volvió a unirse en 1988, vuelto a separar y recuperó la unión en 2009. En total, Esther causó unos daños estimados de 6 millones (1961 USD) .

### Accidente de un avión de la Armada.
Mientras mar adentro, Esther causó siete muertes de forma indirecta cuando un avión P5M de la Armada de los Estados Unidos  se estrelló a 193 km al norte de las Bermudas . Un buque mercante,", estaba en el área donde el avión se estrelló cuando el capitán del barco recibió un mensaje de la Guardia Costera de las Bermudas que "Tenemos aviones en problemas en esa vecindad ..." [16] El capitán de el piloto de África desvió el barco con el fin de ayudar a la Guardia Costera de búsqueda 's para el avión perdió. Los mares pesados traídos por Esther hicieron esfuerzos de búsqueda y rescate difícil. Al final, solo tres de los diez miembros de la tripulación fueron rescatados; los otros siete fueron declarados perdidos en el mar. [16]
Mientras que sobre aguas abiertas, Esther causó siete muertes indirectas cuando un avión 5 PM de la Armada de los Estados Unidos se estrelló a 193 km al norte de las Bermudas .  Un buque mercante, el African Pilot recibió un mensaje de la guardia costera y desvió el barco para ayudar en la búsqueda del avión perdido [16] El capitán de el piloto de África desvió el barco con el fin de ayudar a la Guardia Costera de búsqueda 's para el avión perdió.  El mar de fondo provocado por Esther complicaron los esfuerzos de búsqueda y rescate .  Al final, solo tres de los diez miembros de la tripulación fueron rescatados;  los otros siete fueron declarados desaparecidos. [16]
Los sobrevivientes dijeron a los funcionarios de la Guardia Costera que durante la tormenta, uno de los motores del avión falló, junto con la mayor parte de la energía eléctrica;  como resultado, la tripulación fue incapaz de dejar caer el depósito de reserva o de cerrar las compuertas de la bodega de forma automática.  Antes de que la tripulación pudiera cerrar las puertas de la bodega de bombas manualmente, el avión se estrelló en aguas infestadas de tiburones y se partió,  tres de los tripulantes fueron capaces de salir del avión estrellado, pero los otros siete fueron incapaces de escapar.  Los tres sobrevivientes fueron luego atacados por los tiburones antes de ser rescatados. [16]

## Proyecto Stormfury
El huracán Ester también fue uno de los primeros objetivos de un experimento de la marina de guerra para debilitar huracanes sembrando yoduro de plata en ellos.El 16 de septiembre, un avión de la Marina voló dentro del ojo de Esther unos 640 kilómetros al noreste de Puerto Rico y dejó caer unos botes de yoduro de plata en la tormenta. [17] [18] El huracán pareció  debilitarse ligeramente como resultado de la siembra, según los informes, un diez por ciento.Este debilitamiento fue solo temporal ya que el huracán volvió a fortalecerse poco después. [2]El avión regresó al día siguiente para sembrar de nuevo, pero los botes de yoduro cayeron fuera de la pared del ojo , sin efecto sobre su estructura, y el huracán continuó fortaleciéndose. A pesar de este resultado, el experimento fue considerado un éxito, y dio lugar a la creación del Proyecto Stormfury . [19]